# 乌尔瑟努夫区
乌尔瑟努夫区（波蘭語：Ursynów，波蘭語發音：[urˈsɨnuf] ⓘ）是波蘭首都華沙的一個行政區，位於華沙最南部。乌尔瑟努夫区面積43.79平方公里，是華沙面積第三大區，佔華沙面積8.6%。該區人口約有15萬人，是華沙發展最快的地區之一，近四分之一人口的年輕低於18歲。

## 外部連結
- Ursynów Police Station （页面存档备份，存于）
- Ursynów Information Website （页面存档备份，存于）
- Ursynów unofficial website （页面存档备份，存于）